# Insurrection dans le royaume des Deux-Siciles de 1847
L’insurrection dans le royaume des Deux-Siciles de 1847 est le prolongement de l'insurrection de 1820 mais à la fois le commencement du Printemps des Peuples. Elle vise à obtenir une monarchie constitutionnelle dans le royaume des Deux-Siciles. Elle est le fruit d'un long processus de préparation par des Comités de libéraux de toutes les régions de l’État mais particulièrement par un comité réuni à Naples qui décide de trois insurrections : une à Messine, une à Reggio de Calabre et une dans le district de Gerace.
La révolte de Messine commence le 1er septembre 1847 soit un jour plus tôt que les deux autres mais elle est rapidement réprimée. Celle de Reggio de Calabre débute le jour suivant, sous l'égide de Domenico Romeo, et mène à la création d'un gouvernement provisoire dirigé par Paolo Pellicano et la famille Romeo. Simultanément, la révolte de Gerace, menée par Rocco Verduci, débute. C'est elle qui durera le plus longtemps bien qu'elle se cantonnera surtout à un milieu rural.
La révolte de Reggio se termine par l'exécution de Domenico Romeo et celle de Gerace par l'arrestation des cinq principaux chefs et leurs exécutions. Ils passeront à la postérité sous le nom des Cinq Martyrs de Gerace : Rocco Verduci, Michele Bello, Gaetano Ruffo, Pietro Mazzoni et Domenico Salvadori.

## Causes et débuts

### Les tentatives de Cosenza

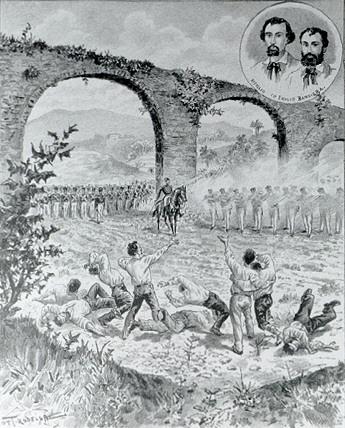
Exécutions des frères Bandiera.

Le projet d'obtention d'une monarchie constitutionnelle était présent en Calabre dès 1843. En effet, un projet d'insurrection avait été mis en place par Carlo Poerio, Ottavio Graziosi et Domenico Frugiuele lors d'une réunion à Naples le 21 octobre 1843. Il visait à soulever la population de la ville de Cosenza le 27 octobre mais rien ne se passa et la révolte n'eut pas lieu. Les raisons de ce non-lieu sont à chercher dans le manque d’organisation des insurgés et dans une grande tempête qui s’abattit sur Cosenza dans la nuit du 26 au 27 octobre.
Une nouvelle date pour une insurrection est donc fixée au 15 mars 1844 par Antonino Plutino et le Comité libéral de Cosenza. Cette révolte échouera elle aussi. Le but était de créer un seul règne italien, comprenant aussi la Gaule cisalpine, gouverné par une monarchie constitutionnelle dont le roi serait Ferdinand II. Une des objections faites à l’encontre de cette idée est le manque de soutien des autres pays : la France et l'Angleterre ne peuvent apporter leur aide tout comme l’Espagne en raison des conflits intérieurs qu'elle subit.
Le 16 juin 1844, les frères Bandiera, Attilio et Emilio, débarquent en Calabre en provenance de Corfou. Ce sont deux jeunes Vénitiens ayant adhéré aux idées de Giuseppe Mazzini et ayant fondé une société secrète : L’Esperia. Ils accostent à l'embouchure du fleuve Neto, à proximité de Crotone, avec l'intention de prendre la ville de Cosenza. Malheureusement pour les frères Bandiera, ils ne trouvent pas d'insurgés car l'insurrection a pris fin et à ce moment il n'y a aucune rébellion contre l'autorité du roi Ferdinand II des Deux-Siciles. La recherche des rebelles par les gardes civiques des Bourbons commence immédiatement. Lorsque le petit groupe se trouve devant les portes de San Giovanni in Fiore, ils sont repérés, et après un court combat aux alentours du lieu-dit la Stragola, ils sont capturés, à l'exception du brigand Giuseppe Melusi qui connaît très bien la région étant lui-même originaire de San Giovanni in Fiore. Ils sont d'abord emmenés dans la prison de la ville à l'exception des blessés qui sont transportés à Cosenza. Les prisonniers sont présentés devant la cour martiale qui les condamne à mort. Le roi Ferdinand II se montre sévère et en gracie peu, les frères Bandiera avec sept autres compagnons, Giovanni Venerucci, Anacarsi Nardi, Nicola Ricciotti, Giacomo Rocca, Domenico Moro, Francesco Berti et Domenico Lupatelli sont fusillés dans le vallon de le 25 juillet 1844.

### Les libéraux à Sant'Agata et à Catanzaro
Dans le district de Gerace, très peu d'épisodes de protestation contre le gouvernement ont lieu dans les décennies précédant l'insurrection de 1847 même s'il est probable que des groupes secrets de libéraux se soit formés comme c'est le cas à Sant'Agata del Bianco en 1833. Le 22 juillet de cette année, le prêtre du village, don Vincenzo Tedesco, ayant entre autres rencontré l'écrivain, illustrateur et ornithologue britannique Edward Lear, rapporte au sous-intendant de Gerace la présence d'une secte libérale à Sant'Agata, Nuovi Europei Riformati, lié au carbonarisme. Il semble que les membres de ce groupe se reconnaissaient entre eux grâce à un langage secret. Parmi ceux qui firent partie de cette secte, Tedesco dénonce le nouveau maire du village, Gregorio Scabellone, le chancelier de la commune, Giuseppe Luca, ainsi que le premier conseiller municipal et le frère de celui-ci, Nicola et Giuseppe Mesiti. La secte entretenait des rapports avec plusieurs libéraux de communes voisines, dont Antonio Virduci ou Verduci, père du patriote Rocco Verduci, futur chef d'une des trois révoltes de l'insurrection de 1847 : la révolte de Gerace.
La secte de Sant'Agata del Bianco, Nuovi Europei Riformati prenait origine de la première secte libérale et carbonariste de Catanzaro. En effet, le carbonarisme avait été introduit à Catanzaro par les frères Marincola, officiers du beau-frère de Napoléon Ier, Joachim Murat. Ces derniers avaient fondé la secte des Cavalieri Tebani qui suivait le Pacte de l'Ausonie de 1821 et qui vantaient des tendances républicaines et unitaires. À la suite de l'invasion de Naples par l'Autriche, Raffaele Poerio (l'oncle de Carlo Poerio et Alessandro Poerio) arriva à Catanzaro et se mit en accord avec les frères Marincola pour maintenir la secte sous le nom de Cavalieri Europei Riformati.

### L’élection du Pape Pie IX
Le 16 juin 1846, le Pape Pie IX accède au trône pontifical. Son élection suscite un sentiment d'espoir parmi les libéraux. En effet, à peine un mois après, le pape concède une amnistie aux prisonniers politiques. Cette première réforme est suivie de plusieurs autres dont l'institution de la liberté de presse et la mise en place de ministères laïques. Outre ces nouveautés plaisant déjà aux libéraux, ils autorisent aussi les cercles et les associations politiques. Plusieurs groupes libéraux, demandant une monarchie constitutionnelle, apparaissent alors dans plusieurs États italiens.

### Les Comités libéraux
Pour l'obtention d'une constitution, les libéraux de tout le royaume des Deux-Siciles se réunissent en comités selon leurs régions d'origine. Ces comités se rassemblent et tiennent des réunions à Naples, capitale du royaume, pour discuter des actions à mener mais, pourtant, ils n'arrivent pas à ce mettre d'accord sur les actions à entreprendre en raison des divergences d'opinions entre les membres des comités. En effet, Carlo Poerio soutient le commencement immédiat d'une insurrection tandis que Mariano d'Ayala est convaincu que cela ne servirait qu'à un inutile bain de sang.
Les comités choisissent alors Antonino Plutino, déjà responsable d'une tentative d'insurrection manquée à Cosenza en mars 1844, pour préparer l'insurrection en Italie du Sud. Celui-ci se rend donc dans les diverses provinces du royaume et revient avec le verdict que toutes les régions étaient prêtes à se soulever sauf celles de Reggio de Calabre et de Messine. Les comités se firent donc un devoir de les préparer au mieux. Alors que l'insurrection était sur le point d'exploser, l'arrivée des frères Bandiera interrompit l'activité préparatoire qui durait maintenant depuis trois ans. À la suite de l’arrestation des deux frères, il fallut tout recommencer jusqu'à ce qu'arrive l'année 1847.
Bien que les principaux comités libéraux se formaient surtout dans les grandes villes du royaume, de petits comités d'importance mineure se formèrent aussi dans le district de Gerace. Les chefs de ces comités étaient le médecin Vitale à Cap Spartivento, les familles Musitano, Medici et De Angelis à Brancaleone, le baron Caffarelli à Ferruzzano, le prêtre Lorenzo Musi et son frère Domenico Musi ainsi que la famille Martelli à Staiti et enfin, le carbonaro et franc-maçon Giuseppe Amaduri et ses fils Luigi et Vincenzo Amaduri à Gioiosa Ionica.
Dès 1846, il existe des liens entre les révolutionnaires de Sicile, de Calabre et de Naples sous l’égide de Carlo Gemelli, écrivain et mazzinien. L'objectif est la promulgation d'une constitution de la part de Ferdinand II des Deux-Siciles. Les principaux membres sont Agostino et Antonino Plutino, Domenico Romeo et Rocco Verduci pour la Calabre et Carlo Poerio pour Naples.
Entre juillet et août 1847, plusieurs réunions se tiennent à Naples pour mettre en place ce qui sera l'insurrection de 1847.

### Domenico Romeo à Reggio
L’occasion fournie pour l’insurrection fut un manque de céréales touchant le district de Reggio au printemps 1847 et une divergence entre le maire de la ville, Giuseppe Logoteta Mari, et le nouvel intendant, Majolino. Le gouvernement chargea donc Domenico Romeo, inspecteur général des Entreprises des Douanes, d’aller en Calabre pour s’occuper de l’affaire. Domenico Romeo saisit l'occasion pour étendre ses idées révolutionnaires. Il imagine alors, avec l'accord du Comité de Messine, une action révolutionnaire simultanée qui devrait avoir lieu à la fin de l’été mais le Comité de Sicile et le Comité des Abruzzes refusent. Domenico Romeo et quelques libéraux de l'ouest de la Sicile décident donc d'une insurrection à Reggio de Calabre et à Messine.
Cette insurrection simultanée entre Messine, Reggio mais aussi le district de Gerace, et la date pour laquelle elle sera prévue sont décidées à Naples, dans la maison de Carlo Gemelli, en présence de Carlo Poerio, Mariano d'Ayala, Casimiro De Lieto et Domenico Romeo pour représenter la Calabre et Domenico Piraino, futur membre du gouvernement provisoire de la Sicile en 1848 et futur gouverneur de Messine, pour représenter le Comité de Messine.
Une insurrection de grande ampleur se préparant donc entre Messine, Reggio et le district de Gerace. Rocco Verduci, futur commandant de la révolte de Gerace, et Gemelli viennent chercher de grandes quantités de poudres à Reggio de Calabre et les cachent dans la campagne aux alentours de Gerace. À Reggio, des munitions sont fabriquées dans la maison du chanoine Paolo Pellicano, futur dirigeant du gouvernement provisoire de la révolte de Reggio, tandis que des gibernes et des chaussures pour les futurs insurgés sont fabriquées chez le cordonnier Lorenzo Colosi. Le coût de fabrication est payé grâce aux dons des libéraux les plus riches. Pendant ce temps, une délégations de libéraux de Reggio se rend à Messine et fixe la date de l'insurrection au 2 septembre 1847.

## Déroulement de l'insurrection

### Révolte de Messine

#### Insurrection dans les rues de Messine
Bien que les trois révoltes de Messine, Reggio Calabria et Gerace auraient dû avoir lieu simultanément le 2 septembre 1847, la ville de Messine, en Sicile, se soulève le 1er septembre en devenant ainsi la première ville insurgée.
L'insurrection se propage rapidement dans la ville aux cris de « Viva la Madonna della Lettera, Viva Pio IX, Viva l’Italia » (« Vive la Vierge Marie des Lettres, Vive Pie IX, Vive l’Italie »). Les chefs de la révolte de Messine sont les patriotes Antonino Pracanica, Antonio Caglià, Girolamo Mari, Vincenzo Mari, Luigi Migali, Salvatore Santantonio, Francesco Saccà, Andrea Miloro et Andrea Nesci.
Les insurgés, au nombre de 200, rentrent dans la ville à 16h30, divisés en deux colonnes. La première arrive par le nord et parcourt la Via Ferdinanda puis la Via Pianellari par laquelle elle arrive sur la place face à la cathédrale de Messine. Pendant ce temps, la seconde colonne part de l'église du Saint-Esprit (actuellement l'église Sainte-Marie du Saint-Esprit) pour arriver à la Place de la Matrice en passant par la Via Cardines, à 50 mètres de la cathédrale, puis par la Calata dei Librai (la Descente des libraires). Finalement, les deux colonnes d'insurgés se rencontrent sur la place de la Cathédrale sans rencontrer aucune résistance.
L'autorité militaire bourbonienne apprend la révolte presque simultanément au début de celle-ci. Elle peut donc envoyer 79 soldats à la rencontre des insurgés. Les soldats, arrivant de la Citadelle de Messine, parcourent la Via Austria (aujourd'hui Via 1er Settembre) jusqu'à l'endroit où celle-ci croise la Via Cardines, par où étaient passés les insurgés. Les soldats se divisent alors en deux groupes : l'un continue vers la place de la Cathédrale, où sont réunis les révoltés, pendant que l'autre remonte vers la Place de la Matrice pour les prendre à revers. L'affrontement entre les soldats bourboniens et les insurgés est ainsi sanglant mais bref.

#### Révoltes dans les villages
L'échec cuisant de la révolte de Messine ne met cependant pas directement fin à l'insurrection dans l'ouest de la Sicile. Ainsi, le jour suivant, c'est-à-dire le 2 septembre, certains villages des montagnes qui entourent la ville de Messine se révoltent eux aussi, bien que la population est souvent partagée entre conservateurs bourboniens et insurgés libéraux. À Novara di Sicilia par exemple, le baron Girolamo Sofia, qui avait le jour précédent participé à la révolte de Messine, et son fils Mario Sofia hissent le drapeau tricolore, reçu directement du Comité libéral de Messine, sur le toit de leur maison (qui servait parfois de lieu de rencontre du carbonarisme local). Toutefois, ils rencontrent l'opposition des conservateurs de la ville et notamment du chef urbain Girolamo Stancanelli qui appelle l'armée bourbonienne à son aide. Celle-ci mate ainsi la révolte à Novara et dans les communes alentour, en arrêtant tous les dirigeants qui seront cependant pour la plupart amnistiés.

#### Répression des insurgés siciliens
La plupart des chefs de la révolte de Messine prirent le chemin de l’exil pour revenir l’année suivante, en 1848, lors du Printemps des Peuples, et parmi ceux-ci on compte l'historien Carlo Gemelli qui s'enfuit à Malte. Cependant, le gouvernement sicilien souhaite complètement anéantir les patriotes messinais pour éviter que les évènements du 1er septembre ne se reproduisent. La tête de dix d'entre eux, considérés par l'administration sicilienne comme les chefs de la révolte, est mise à prix avec une récompense de 1000 ducats si le patriote était ramené vivant et de 300 ducats s'il était ramené mort. Toutefois, aucun ne sera dénoncé.
Plusieurs autres personnalités suspectées d'avoir participé à l'insurrection, ou seulement proche des libéraux siciliens, sont arrêtées et enfermées en prison dont trois prêtres, un ermite, deux nobles (dont le baron Girolamo Sofia) et deux simples citoyens. Une commission militaire condamne également à mort le prêtre Giovanni Krimi (mais en raison de ses anciens services monacaux effectués à Rome, sa peine est commutée) et le cordonnier Giuseppe Sciva qui lui est fusillé.

### Révolte de Reggio

#### Départ de Santo Stefano
Le 29 août, Domenico Romeo prend la tête de l’insurrection à Reggio Calabria en faisant hisser le drapeau tricolore italien sur la place de Santo Stefano in Aspromonte.

#### Prise de Reggio
Le 2 septembre 1847, dans Reggio, les mazziniens incitent la population à l’insurrection au nom de la justice et de la liberté. Le 2 septembre, Domenico Romeo avec son frère Giannandrea Romeo, son neveu Pietro Aristeo Romeo et son cousin Stefano Romeo, à la tête de 500 hommes, prennent Reggio de Calabre et instituent un gouvernement provisoire.
Le 3 septembre, avec 500 insurgés, Romeo assiège le château dont la garnison bourbonienne commandée par le prince di Aci se rend après avoir télégraphié à Naples la situation. Les insurgés prennent la prison San Francesco et tue la capitaine Cava. Romeo met en place une « junte insurrectionnelle » composée des avocats Antonino Cimino, Domenico Muratori, Anton Maria Furnari, et Antonino Plutino, du marchand Casimiro de Lieto, des propriétaires terriens Federico Genoese et Agostino Plutino, du prêtre Paolo Pellicano. Les insurgés hissent le drapeau tricolore sur les principaux édifices publics.

#### Chute
Lorsque les nouvelles de l'insurrection advenue à Reggio de Calabre parviennent au roi Ferdinand II des Deux-Siciles, celui-ci envoie les deux frégates à vapeur Ruggero et Guiscardo, nommées ainsi en honneur aux frères Roger Ier de Sicile et Robert Guiscard, pendant qu'une colonne de soldats commandés par le général Ferdinando Nunziante avançait vers Reggio. Cette colonne était composé du 6e Régiment de ligne, commandé par le colonel Francesco Rosaroll, d'un bataillon du 8e régiment, commandé par le colonel suisse Rodolfo De Flugy, et d'une troisième colonne, commandée par le colonel Gabriele De Corné.
À Reggio de Calabre, avec l'approche des deux navires de guerre, les libéraux du Comité de Reggio s'enfuient sur les collines entourant la ville. Le chef de la révolte, Domenico Romeo, ordonne aux troupes révolutionnaires de se disperser pour mieux fuir les soldats du colonel De Corné.
Le 4 septembre, les deux navires de guerre bombardent la ville pendant que deux colonnes, la première, commandée par le général Nunziante occupe Gerace, la seconde, commandée par le colonel De Corné, prend Reggio.
La répression est terrible, quatre membres de l'insurrection originaire de Reggio sont fusillés, Morabito, Giuffrè, Favaro et Ferruzzano.
Le 15 septembre, Domenico Romeo, qui avait réussi à s’enfuir, est tué par des gardes urbains dans une cabane de Santo Stefano in Aspromonte puis est décapité. Sa tête est exposée pendant deux jours dans la cour de la prison San Francesco, où sont détenus les révoltés.

### Révolte de Gerace
La révolte de Gerace est une insurrection ayant eu lieu dans le district de Gerace, dans le cadre de l'Insurrection dans le royaume des Deux-Siciles de 1847.

#### Préparation

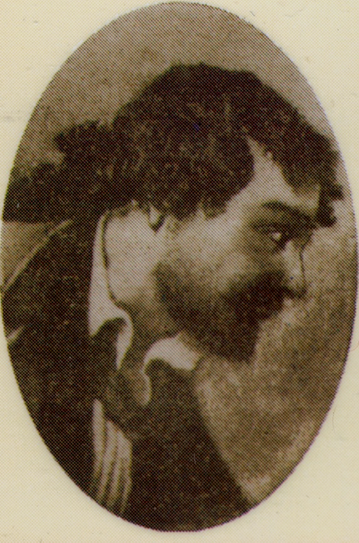
Rocco Verduci, Commandant militaire de l'insurrection de Gerace.

Le 2 septembre 1847 éclate à Reggio Calabria l'insurrection menée par Domenico Romeo qui mène à la création d'un gouvernement provisoire. Rocco Verduci est alors nommé Commandant militaire de l'insurrection pour le district de Gerace, tandis que Michele Bello, Domenico Salvadori et Gaetano Ruffo sont chargés d'y étendre l'insurrection qui éclate alors aux cris de « W PIO IX, W L’ITALIA, W LA COSTITUZIONE »,,,,. L'insurrection dans le district de Gerace avait été approuvée peu de temps avant par le Comité de Naples (dont faisait partie Domenico Romeo) et devait avoir lieu simultanément à une insurrection à Messine, qui échoua.

#### Prise de Bianco
Michele Bello, parti avec plusieurs autres insurgés, capture un navire de la douane à Cap Spartivento avec lequel il débarque à Bianco où il est rejoint par Rocco Verduci et Domenico Salvadori qui s'étaient occupés de lever des troupes à Sant'Agata del Bianco. Les insurgés détruisirent les emblèmes royaux et brulèrent les cartes de la police bourbonienne. Le 3 septembre 1847, Domenico Salvadori accompagné par Stefano Gemelli et Ferdinando Ielasi (ou Jelasi) partent pour Caraffa del Bianco mais reviennent le soir même à Bianco, auprès de Rocco Verduci. Il est décrété obligatoire de porter la cocarde par ordre de Giannandrea Romeo, le frère aîné de Domenico Romeo, qui annonce aussi l'ordre de s'armer pour tous les citoyens ayant entre 15 et 60 ans. Les insurgés guidés par Rocco Verduci prennent les villes de Caraffa del Bianco et de Bovalino, où ils sont accueillis par des insurgés guidés par Gaetano Ruffo, Giuseppe Lenini et le baron Filippo Calfapietra.
Toujours le 3 septembre 1847, les insurgés reçoivent une lettre de Siderno envoyée par un marchand du nom d'Alessandro Maresca déclarant que le sous-intendant du district de Gerace, Antonio Bonafede, s'était enfui depuis la Marine de Siderno. Rocco Verduci, Michele Bello, Domenico Salvadori et Giuseppe Gemelli s'embarque donc sur un premier bateau pour partir à sa poursuite tandis que Stefano Gemelli, Antonio Parisi, Vizzari, Ferdinando Massara et Giulio Mezzatesta (le cousin de Rocco) s'embarque sur un second navire. Le 4 septembre 1847, le bateau où se trouve Verduci accoste au large de Bianco celui où se trouve Antonio Bonafede et le lieutenant Antonio Gargea. Celui-ci se laisse faire en pensant que les insurgés sont des douaniers et ceux-ci en profite pour capturer le sous-intendant. Les chefs des insurgés sauvent la vie de celui-ci, déjà responsable de l’exécution de Frères Bandiera en 1844, en le défendant d'un lynchage, bien que Rocco Verduci s'y oppose. Antonio Bonafede est finalement traité comme un prisonnier de guerre et aucun mal ne lui est fait. Il est conduit jusqu'à la maison d'un des chefs urbains de l’insurrection, Giulio Marchese, où on l'oblige à porter la cocarde tricolore vert, blanc, rouge et à crier « Viva la Costituzione ».

#### Prise de Bovalino
Les chefs des insurgés quittent ensuite la ville de Bianco, où ils ne laissent qu'une faible arrière-garde pour éviter une contre-attaque, en direction de celle de Bovalino. Rocco Verduci marche à la tête des insurgés avec à son flanc Stefano Gemelli, puis Vincenzo Spanò et enfin Giuseppe Pulitanò qui portent tour à tour le drapeau tricolore aux futures couleurs de l'Italie, à côté d'eux avance aussi le prêtre Francesco Ielasi (ou Jelasi) à cheval qui porte à la main un crucifix et une feuille sur son chapeau avec inscrit « W PIO IX ». À leur suite, et marchant derrière eux, vient aussi le prisonnier Antonio Bonafede à qui on a proposé de faire le trajet sur un âne. Une fois arrivés à Bovalino, les insurgés font paraître un manifeste révolutionnaire dans lequel est annoncée la réduction de moitié du coût du sel et du tabac, l'abolition de l'interdiction de puiser de l'eau de mer (alors utilisée comme remède médical) et la suppression du droit de douane,,. Gaetano Ruffo est accueilli par le maire et les nobles de la ville puis il se rend à l'église où, accueilli par le clergé, il prononce un discours patriotique. Pendant ce temps, Rocco Verduci reste auprès de Bonafede, qui a été enfermé dans la maison du pharmacien De Maria, à qui il permet d'écrire une lettre à sa femme se trouvant à Gerace pour la rassurer sur son état. En profitant de cette période de repos, les chefs insurgés décident de la division de leurs armées en plusieurs bataillons composés chacun d'une douzaine d'hommes et dirigés par un caporal. Les caporaux nommés sont Luigi Polimeni, Francesco Micò, Francesco Marfia, Ferdinando Massara, Stefano Gemelli, Antonino Cafiero et Giovanni Versace. Pendant la nuit, le prêtre Francesco Ielasi déserta.
Les chefs insurgés et les caporaux prirent la décision de ne pas attaquer Gerace à cause de l'évidente difficulté que présentait la prise de cette ville située sur un promontoire. De plus, la ville s'est préparée à recevoir les insurgés et le principal chef des mouvements libéraux de Gerace, Ilario Muscari Tomajoli, a été arrêté. Ils décident donc de suivre le littoral en espérant rejoindre les troupes des insurgés venant de Catanzaro, au nord. Avant de partir de Bovalino, le prêtre Francesco Zappia s'unit aux insurgés en remplacement de Ielasi.

#### Prise d'Ardore et Siderno
Le 5 septembre 1847, au matin, le lieutenant Gargea est mis en liberté et les insurgés se dirigent vers Ardore. Environ au même moment, Giovanni Rosetti de Reggio et plusieurs de ses hommes accostent à la Marina di Gerace (actuel Locri) avec l'intention de rejoindre l'insurrection aux abords de Siderno et Roccella Ionica. À Ardore, les insurgés sont rejoints par Tommaso Marando, le docteur Loschiavo, Pietro Spanò et Filippo Codespoti. Sur la place du village, Rocco Verduci invite la population à crier « Viva l'Italia! » (« Vive l'Italie ») mais il se heurte au silence des habitants. Indigné à la suite de cet épisode, il aurait déclaré « gli ardoresi sono un popolo di tiranni » (« les habitants d'Ardore sont un peuple de tyrans »). Plus tard, Verduci craignant que Bonafede puisse être libéré, il le déplaça lui-même depuis la pharmacie Todarello, où il se trouvait, à la mairie d'Ardore. Aux alentours de midi, des habitants arrivant de Brancaleone, dont le médecin Giulio Vitale et le frère Musitano de Staiti, rejoignirent les insurgés d'Ardore mais refusèrent de continuer jusqu'à Siderno. Les chefs insurgés se divisèrent en deux groupes :  ceux voulant continuer et ceux émettant de la méfiance quant au futur de l'insurrection. Parmi ceux-ci, on compte Grillo et le baron Calfapetra. Ceux qui décidèrent de continuer, dont Verduci, furent d'abord accueillis chez le médecin Francesco Loschiavo puis chez Girolamo Spagnolo. Pendant ce temps, à Gioiosa Ionica, la ville est partagée surtout entre ceux qui veulent rester neutres et ceux qui veulent partir combattre les insurgés. Le chef de file de ceux-ci est le juge Giuseppe Parandelli, qui avait tenté d'inculper Verduci en 1846, avec à ses côtés le maire Raffaele Macrì et les principaux nobles de la ville. Finalement, Parandelli se retrouve seul face aux personnes neutres et il quitte donc la ville pour se réfugier chez Luigi Pellicano. En même temps, Rosetti quitte Ardore pour Roccella Ionica pour se mettre en accord avec Pietro Mazzoni sur un point de rencontre.
Ainsi, les insurgés de Gerace, Caraffa et Bovalino sont rejoints à Siderno par un groupe armé de cinquante hommes levés à Roccella Ionica par Pietro Mazzoni. Après s'être installés à Siderno, Rocco Verduci invite Bonafede à écrire une lettre à l'évêque Perrone dans le but d'exhorter les habitants de Gerace à accueillir les insurgés. Bien plus tard, dans ses mémoires, Antonio Bonafede avouera avoir trouvée exagérée la prise de position anti-révolutionnaire des puissants de Gerace qui selon lui n'arrivaient pas à comprendre la volonté des insurgés de ne pas tuer.

#### Prise de Gioiosa et Roccella Ionica
Le 6 septembre 1847, Rocco Verduci et les insurgés, ne pouvant rejoindre Gerace en raison de l'hostilité de la population, se transférèrent à Gioiosa Ionica. Il en profite alors pour transférer le sous-intendant Bonafede, toujours sous la garde de Rocco Verduci, dans la maison de Giuseppe Amaduri. De nouveau, les chefs se réunissent à la mairie, cette fois celle de Gioiosa, où ils proclament la destruction des emblèmes royaux et la diminution du prix du sel et du tabac. Les insurgés permettent à Bonafede de circuler librement dans la maison où il doit rester sous la surveillance de cinquante hommes armées. Il faut aussi noter qu'aucune violence n'est faite à la population et que lorsque Parandelli, qui avait anciennement jugé Verduci, est capturé, il est ensuite relâché avec l'ordre d'abandonner Gioiosa et de se retirer dans son village natal, Dasà. Les insurgés continuent ensuite jusqu'à Roccella Ionica où le quartier général fut établi dans le palais paternel de Pietro Mazzoni. Antonio Bonafede fut reclus dans la maison de Fortunato Jelasi.

#### Procès et exécutions des Martyrs

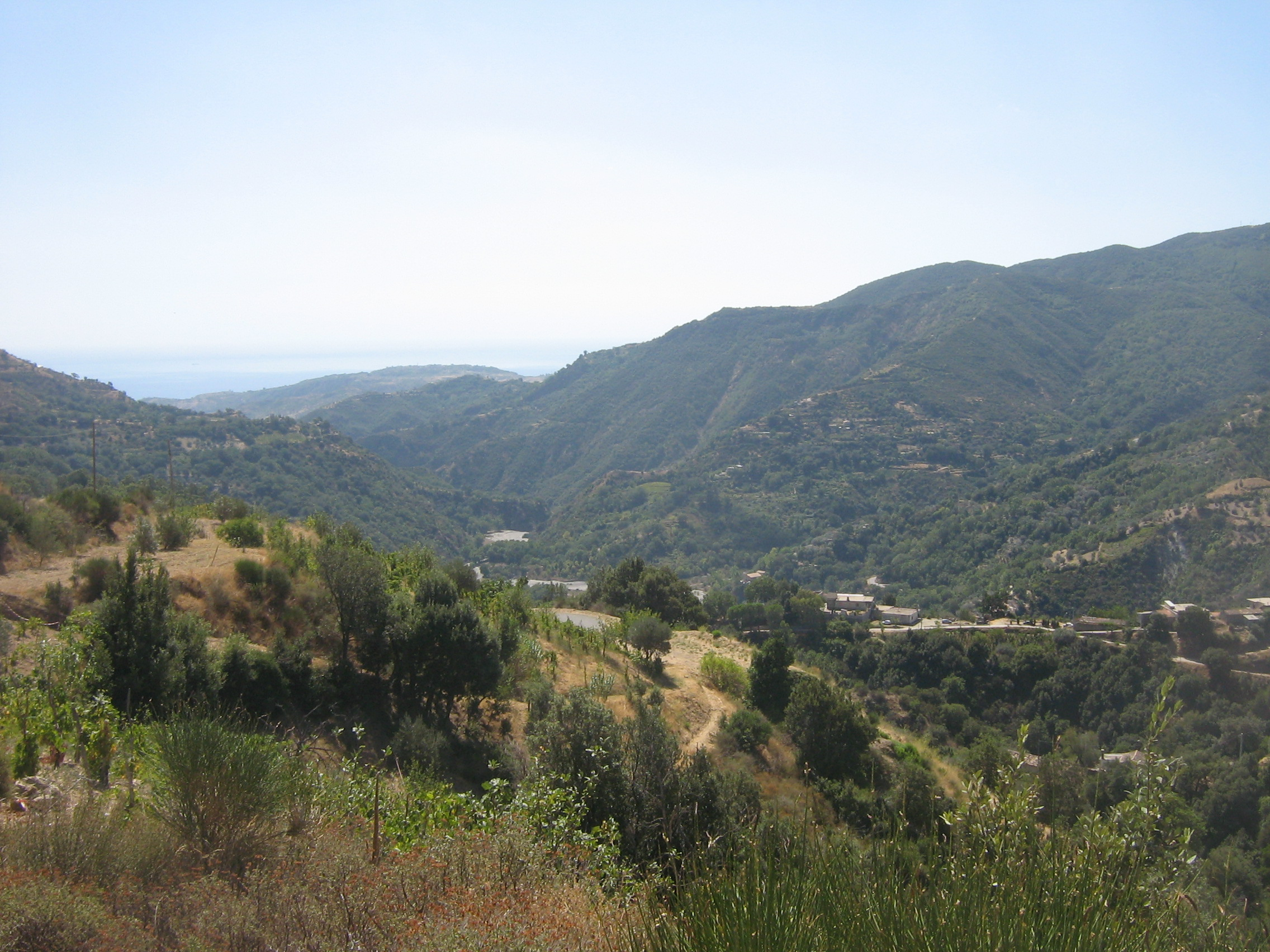
La Vallée de Caulonia

Le 4 septembre 1847 avait eu lieu, à Reggio Calabria, la prise de la ville (jusqu'alors aux mains des insurgés et de Domenico Romeo) par les troupes bourbonienne de Monteleone guidés par le général Ferdinando Nunziante, qui contraint les insurgés à la fuite. Le 6 septembre 1847, trompés par un grand navire de commerce qu'ils prennent pour un navire de guerre, les insurgés de Roccella Ionica fuient la ville. Rocco Verduci, Michele Bello, Domenico Salvatori et Stefano Gemelli sont donc eux aussi contraints à la fuite et ils partent se cacher dans une grotte dans les montagnes près de Caulonia où ils furent arrêtés le 15 septembre 1847 par dénonciation de Nicola Ciccarello ou Cicarelli,,.
Les frères Francesco et Giulio Mezzatesta (cousins de Rocco Verduci), Antonio Parisi ainsi que Vincenzo Verduci (frère de Rocco) furent d'abord inculpés pour complicité au second degré et ils furent donc assignés à leur domicile puis, par la suite, ils furent de nouveau inculpés mais cette fois pour complicité au premier degré et ils furent emprisonnés jusqu'à ce qu'un amnistie soit déclarée par le roi.
Durant le procès sommaire mené par le sous-intendant de Gerace et le général Ferdinand Nunziante, plusieurs sources écrites et orales rapportent les paroles de Rocco Verduci adressées au général Nunziante qui lui avait promis la vie sauve si celui-ci lui avait révélé les noms de ses complices : « Che domande incivili ! E chi mai potrebbe riscattare la vita con il prezzo di tanta vergogna ! Io credo che voi, Generale, da soldato d'onore non avreste la forza di consigliarmelo. » (« Quelles questions inciviles ! Et qui pourrait jamais racheter sa vie avec le prix de tant de honte ! Je crois que vous, Général, en tant que soldat d'honneur n'auriez pas la force de me le conseiller. »),,.
Lors du bref procès que subirent les cinq chefs des insurgés de la révolte de Gerace, le principal chef d’accusation contre eux fut le fait d'avoir brandi le drapeau tricolore vert, blanc, rouge (et donc de demander l'unification de l'Italie). En effet, l'insurrection dans le district de Gerace ne provoqua aucun mort.
Rocco Verduci, Michele Bello, Pietro Mazzoni, Gaetano Ruffo et Domenico Salvadori furent fusillés le 2 octobre 1847 à trois heures du matin, dans la nuit et rapidement pour éviter qu'interviennent la grâce souveraine, sur la Plaine de Gerace. Ils furent tués par quarante coups de fusil,. Leurs corps furent jetés dans la fosse nommée La Lupa,,.
Ils furent retenus par la postérité sous le nom des Cinque Martiri di Gerace ou plus simplement sous le nom des Cinque Martiri (les Cinq Martyrs),,,.

#### Résumé du parcours des insurgés
Les insurgés de la révolte de Gerace traversèrent les villages de Bianco, Bovalino, Ardore, Siderno, Gioiosa Ionica et Roccella Ionica, puis les chefs de la révolte continuèrent jusqu'à Caulonia. Les villages de Bianco et Caulonia sont séparés d'environ 45 km à vol d'oiseau.

## Les projets: Palmi, Catanzaro, Cosenza puis Naples

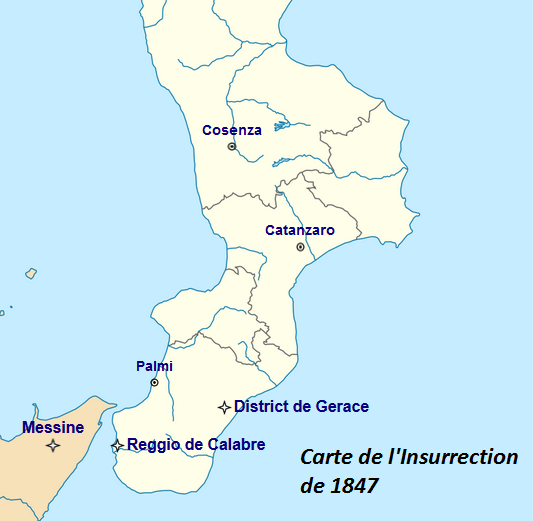
Lieux aux mains des insurgés.
Villes que les insurgés prévoyaient de prendre.

Le projet des insurgés, lorsque les trois révoltes débutèrent, était d’étendre l’insurrection à toute la péninsule italienne. La révolte devait commencer à Messine et s’éteindre à toute la Sicile de l'Ouest tandis que les insurgés de Reggio devaient remonter vers le nord du royaume des Deux-Siciles en prenant le district de Palmi pendant que les insurgés du district de Gerace prendraient Catanzaro. En effet, la révolte s'organisait déjà dans cette ville où le baron Francesco Stocco faisait œuvre de prosélytisme parmi la population tout comme son homonyme, le baron Vincenzo Marsico, le faisait à Cosenza, censée être la dernière ville-étape de l’insurrection avant la prise de Naples prévu comme but ultime des libéraux qui contrôleraient alors toute la partie continentale et l’ouest de la partie insulaire du royaume des Deux-Siciles.
Cosenza aurait pu se révolter en même temps que Messine, Reggio et le district de Gerace mais le comité libéral de la ville préféra attendre en raison de la présence des troupes royales dans la région, envoyées pour tenter d’éliminer le brigandage et le banditisme. Lors d'une réunion se tenant à Naples, Cosenza annonça qu'elle voulait donc retarder l'insurrection mais Domenico Romeo refusa en répliquant que l'on ne pouvait plus attendre et que Reggio de Calabre et Messine se révolterait quand même.

## Monarchie constitutionnelle ou République?
Une divergence d'opinion existait entre les différentes révoltes. En effet, les insurgés de Reggio de Calabre demandaient une monarchie constitutionnelle alors que ceux de Gerace demandaient une république (Rocco Verduci était ainsi un fervent républicain). Il faut noter que la Constitution du royaume des Deux-Siciles sera obtenue le 11 février 1848, soit cinq mois après, alors que la république italienne ne sera obtenue que le 2 juin 1946, soit presque 99 ans plus tard.
En effet, à Reggio de Calabre, les insurgés demandent seulement une constitution et rien de plus. Ce modérantisme se perçoit par l'élection d'un membre du clergé en tant que président du gouvernement des insurgés, le chanoine Paolo Pellicano. De plus, le programme de l'insurrection de Reggio visait à la modération et à la conservation de la légalité de la plupart de ses actions.
Le but de la révolte de Reggio n'était donc que la mise en place d'une monarchie constitutionnelle gouvernée par le roi Ferdinand II des Deux-Siciles pour servir les intérêts des classes alors émergentes, la moyenne-bourgeoisie et les artisans. Les insurgés ne revendiquaient alors que la constitution déjà accordée lors de l'insurrection dans le royaume des Deux-Siciles de 1820 par Ferdinand Ier des Deux-Siciles mais qui avait été révoqué à la suite de l'intervention de l'Autriche. En effet, les libéraux du royaume considère que cette révocation avait été faite sous la menace des puissances étrangères et qu'elle n'était pas légitime.

## Lien avec la franc-maçonnerie
Il est prouvé que la plupart des insurgés avait des liens avec la franc-maçonnerie. Soit en étant franc-maçon eux-mêmes, soit à travers le carbonarisme.
En effet, Il est avéré qu'au moins trois ou même peut-être quatre des Cinq Martyrs de Gerace étaient francs-maçons : Michele Bello et Gaetano Ruffo avaient été formés par la loge maçonnique Losanna de Naples, et Pietro Mazzoni par la loge maçonnique Umanità Liberale de Catanzaro. Rocco Verduci ayant grandi dans une famille de carbonari convaincus et militants, liée à la franc-maçonnerie, cela laisse penser que lui aussi appartenait à la franc-maçonnerie. D'autres circonstances laissent penser que les Cinq Martyrs étaient tous francs-maçons : juste avant d'être fusillé, Domenico Salvadori se serait écrié : « Coraggio Fratelli, moriamo da forti ! » (« Courage Frères, mourons forts ! ») ; Rocco Verduci appela un élu (équivalent des actuels conseillers communaux) en présence de témoins : « Fratello maggiore » (« Frère majeur »), cela sera par la suite interprété par le Sous-Intendant Bonafede comme signe d'appartenance à la franc-maçonnerie ou en tout cas à une secte.
De plus, Giannandrea Romeo, frère aîné du chef de la révolte Domenico Romeo et ayant lui-même pris une part importante dans la révolte de Reggio, avait adhéré au carbonarisme en 1811 et en était devenu Grand-Maître en 1816.
Le cousin de Giannandrea Romeo, Stefano Romeo, prit part à la révolte de Reggio et était lui-même un franc-maçon d'une telle importance qu'une loge à son nom fut créée à peine 20 ans après sa mort.

## Personnages

### Personnalités libérales des Comités
Carlo Poerio (1803, Naples - 1867, Florence).
Futur ministre de l'Instruction du royaume des Deux-Siciles (1848), député du royaume d'Italie (1860), lieutenant général de l'Italie méridionale.
Mariano d'Ayala (1808, Messine - 1877, Naples).
Futur intendant de l'Abruzze ultérieure (1847), ministre de la Guerre de Toscane, sénateur du royaume d'Italie (1876), commandeur de l'ordre des Saints-Maurice-et-Lazare et commandeur de l'ordre de la Couronne d'Italie.
Antonino Plutino (1811, Reggio de Calabre - 1872, Rome).
Carlo Gemelli (1811, Messine - 1886, Bologne).

### Personnalités de la révolte de Messine
Carlo Gemelli (1811, Messine - 1886, Bologne).
Dans sa jeunesse, il entre en contact avec les plus grands intellectuels de son temps et il se rallie à la cause de l'Unité italienne. Il publie la traduction de plusieurs œuvres grecques de Démosthène, d'Isocrate et de Lucien de Samosate et fonde les journaux Lo Spettatore Zancleo et Il Faro, soutenant l'Unité italienne avec Giuseppe La Farina. Puis, Gemelli abandonne la Sicile pour la Toscane mais il revient à Messine en septembre 1847 pour participer à la révolte de Messine avant de s’enfuir à Malte. De retour en Sicile en 1848, il est nommé député au Parlement sicilien puis représentant du gouvernement sicilien auprès du gouvernement de Toscane. Il s'exile ensuite en Angleterre, en Belgique, en Prusse et enfin au Piémont. À la suite de l'Unité italienne en 1861, il est Directeur des études d'Ancône, bibliothécaire de la Bibliothèque universitaire de Bologne, de la Bibliothèque Estense de Modène et de la Biblioteca nazionale Braidense. Dans son vieil âge, il s'approche des idées socialistes humanitaires.

### Les Romeo de Reggio
Domenico Romeo (1796, Santo Stefano in Aspromonte - 1847, Reggio de Calabre).
Domenico grandit au milieu de l'agitation politique, ce qui développe un fort sentiment patriotique et une aversion pour toute forme de tyrannie. Il mène une activité importante afin de promouvoir les idées libérales mises à mal par les persécutions. Il travaille à Naples comme inspecteur de la douane. À la suite de l'échec de l'expédition des frères Bandiera, il décide de participer à une révolte. En septembre 1847, il participe à l'organisation de la révolte qui doit s'étendre à la  Calabre, la Sicile et la Basilicate composée de vétérans du Carbonarisme. La répression est très dure : le 15 septembre, après un échange de tirs dans le quartier de Cicciarello di Marrappà, près de Podàrgoni, Domenico Romeo est tué et décapité. Sa tête est exposée pendant deux jours dans la cour de la prison de San Francesco à Reggio de Calabre.
Giannandrea Romeo (1786, Santo Stefano in Aspromonte - 1862, Santo Stefano in Aspromonte).
Il est le frère aîné de Domenico Romeo. En 1811, il adhère au carbonarisme et il en devient Grand-Maître en 1816. Il participe à l'organisation de la révolte composée de vétérans du Carbonarisme qui doit s'étendre à la Calabre, la Sicile et la Basilicate. Giannandrea Romeo et arrêté puis condamné à mort, cette peine et ensuite transformée en emprisonnement à perpétuité mais il est finalement libéré par une amnistie royale en janvier 1848. Il part pour Naples où il assiste à la signature de la constitution. Il collabore ensuite avec Giuseppe Garibaldi pour le soulèvement des Abruzzes. En 1851, il part vivre à Londres où il entretient des rapports avec les célèbres patriotes Giuseppe Mazzini et Aurelio Saffi. Il retourne en 1853 à Turin où il soutient l'idée de Camillo Cavour sur l'intervention du Piémont dans la guerre de Crimée. Après l'Unité italienne, il rentre à Naples.
Stefano Romeo.
Pietro Aristeo Romeo.

### Les Cinq Martyrs de Gerace
Rocco Verduci (1824, Caraffa del Bianco - 1847, Gerace).
Rocco Verduci naît le 1er ou le 3 août 1824 au Palazzo Verduci de Caraffa del Bianco. Il reçoit ses premières leçons de son grand-oncle l'archiprêtre Mezzatesta avant de continuer ses études au séminaire de Gerace, au lycée des filippins de Reggio Calabria et à la Faculté de Jurisprudence de l'Université de Naples - Frédéric-II. C'est à cette période qu'il commence à s'inscrire à des cercles culturels clandestins. Il est expulsé de l'Université en 1844 par la police bourbonienne car il est suspecté de conspiration antigouvernementale. Il rentre donc en Calabre où il est arrêté en 1846 pour ses idées libertaires. Il est inculpé mais il sera relâché pour manque de preuves. En 1847, très peu de temps avant le début de la révolte de Gerace, Rocco Verduci est à nouveau dénoncé à la police pour trafic et possession d'armes (il exerçait alors activement un trafic d'armes et de munitions en accord avec Domenico Romeo).
Michele Bello (1822, Siderno - 1847, Gerace).
Gaetano Ruffo (1822, Bovalino - 1847, Gerace).
Pietro Mazzoni (1819, Roccella Ionica - 1847, Gerace).
Domenico Salvadori (1822, Bianco - 1847, Gerace).

### Opposants à l'insurrection
Ferdinando Nunziante (1801 - 1853).
Ferdinando Nunziante est né dans une famille noble et possédait lui-même le titre de Marquis. Il est envoyé en tant que général en Calabre ultérieure première par le roi pour réprimer la révolte qui y a lieu. Il débarque donc à Pizzo le 4 septembre 1847, soit deux jours après le début des insurrections de Reggio et de Gerace. La nuit du 5 septembre, il se dirige vers le district de Palmi et arrive à Reggio de Calabre en passant par Rosarno. À la suite de l'exécution de Domenico Romeo, Nunziante part pour Gerace avec 1 500 hommes. À la suite de l'insurrection, beaucoup de libéraux le tinrent responsable de l'exécution des Cinq Martyrs de Gerace qui aurait selon eux pu être évitée. Il épouse Giuseppa Gaetani, de la famille des ducs de Laurenzana, et ont pour fils Vito Nunziante (1837 - 1905).
Francesco Rosaroll.
Francesco Rosaroll-Scorza, dont la famille était originaire de Suisse, est le frère du patriote Giuseppe Rosaroll (1775, Naples - 1825, Nauplie, Grèce). Ce-dernier, général de l'armée du royaume des Deux-Siciles, fut plusieurs fois condamné à mort par son pays et dû donc s'enfuir plusieurs fois d'en d'autres pays telles que la France et l'Espagne. Il mourut en luttant lors de la guerre d'indépendance grecque en laissant pour fils le patriote Cesare Rosaroll, qui attenta à la vie de Ferdinand II des Deux-Siciles. Son frère, Francesco Rosaroll, devint colonel au ordre du général Ferdinando Nunziante. En raison de ses antécédents familiaux, Francesco se sentit obliger de prouver sa fidélité au roi et fut donc très cruel lors du procès des insurgés. À la suite des événements de 1847, il fut décoré de la Croix de Ferdinand Ier. En fin de vie, il défendit le royaume d'Italie en combattant à Venise.
Antonio Bonafede.
Bonafede naît en Sicile vers la fin du XVIIIe siècle. Il est d'abord employé à Palerme auprès du Ministère des Affaires internes. À cette époque, il écrit un livre anti-ecclésiastique qui lui vaut son excommunication jusqu'en 1843. En 1842, il devient sous-intendant de Crotone et part vivre dans cette ville. À peine deux ans plus tard, en 1844, il fait arrêter les frères Bandiera ce qui lui vaut la haine des libéraux calabrais mais aussi la nomination au titre de Cavalier et un prix en denier. En juin 1847, il est transféré à Gerace où il prend le poste de sous-intendant, anciennement occupé par Ignazio Romeo.

## Honneurs
Révolte de Messine
- Plaque commémorative du 1er septembre 1837, à Messine face à la Cathédrale de Messine.

Cinq Martyrs de Gerace.

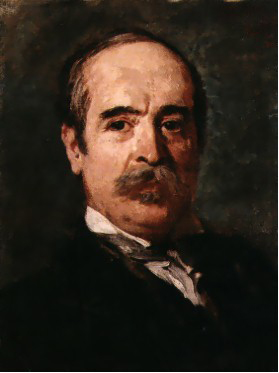
Portait de Francesco Jerace.

- Le 7 juin 1931 fut élevé sur le lieu d'exécution des Cinq Martyrs un monument en marbre blanc, œuvre du sculpteur Francesco Jerace (1854 - 1937), en leur honneur, portant la mention : « Ripetano i secoli che qui vennero fucilati il 2 ottobre 1847 Michele Bello da Siderno, Pietro Mazzoni da Roccella, Gaetano Ruffo da Bovalino, Domenico Salvadori da Bianco, Rocco Verduci da Caraffa. Precursori di libertà. » (« Que les siècles se souviennent qu'ici furent fusillés le 2 octobre 1847 Michele Bello de Siderno, Pietro Mazzoni de Roccella, Gaetano Ruffo de Bovalino, Domenico Salvadori de Bianco, Rocco Verduci de Caraffa. Précurseurs de la liberté. »)[21],[18],[20].
- À Locri, devant la Place de Locri, fut érigé en 1872 par des sculpteurs de Carrare un monument en l'honneur des Cinq Martyrs de Gerace. Deux inscriptions y sont présentes : une devant est une derrière. Sur le devant du monument est inscrit : « Bello Michele da Siderno, Mazzone Pietro da Roccella, Ruffo Gaetano da Bovalino, Salvadori Domenico da Bianco, Verduci Rocco da Caraffa morendo gloriosamente per fucilazione il 11 ottobre MDCCCXLVII resero sacre queste contrade. All'unità nazionale. Alla libertà. ». Sur le derrière du monument est inscrit : « Compiuti i voti in Roma, grata, la Nazione risorta onora i suoi martiri dai cittadini liberi, ad esempio di propositi forti, a scongiuro di altri lutti per interne ed esterne perfidie. Con offerte spontanee questo monumento solennemente fu eretto. »[34].
- L'école primaire de Gerace est nommé en l'honneur des Cinq Martyrs : Istituto Comprensivo Cinque Martiri di Gerace[35].
- Tous les ans (le 2 octobre), une commémoration en l'honneur du martyre des Cinq Martyrs de Gerace a lieu à Gerace en présence du maire de la ville et souvent des carabinieri[20].
- Peu de temps après l'exécution des Cinq Martyrs, et en leur honneur, plusieurs personnes dans toutes les régions d'Italie portèrent le chapeau à la mode calabraise[17],[18].

### Loges maçonniques
- La loge maçonnique de Gerace, Loggia Rocco Verduci (aussi appelée Oriente di Gerace)[36]. C'est une loge affiliée au Grand Orient d'Italie qui fut fondée en 1911 à Brancaleone bien que son siège soit maintenant à Gerace. Son nom lui fut donné en l'honneur de Rocco Verduci en ceci qu'il était le plus jeune des Cinq Martyrs de Gerace[37]. Son membre le plus illustre fut le poète, médecin et politique italien : Vincenzo De Angelis (1877-1945), la loge maçonnique actuelle de Brancaleone porte d'ailleurs son nom[36]. Le choix de la ville de Gerace comme siège de cette loge faisait suite aux choix des francs-maçons italiens de se rapproprier d'anciens territoires de la maçonnerie. En effet, la franc-maçonnerie était présente à Gerace depuis 1700[37].
- La loge maçonnique de Locri, Loggia Cinque Martiri, a été ainsi nommé en honneur aux Cinq Martyrs de Gerace[36].
- La loge maçonnique de Caulonia porte le nom de Loggia Domenico Salvadori, un des Cinq Martyrs de Gerace[38].
- Une des loges maçonniques de Reggio de Calabre porte le nom de Loggia Domenico Romeo[38].
- Les deux loges maçonniques de Roccella Ionica portent le nom de deux des martyrs de Gerace : la Loggia Pietro Mazzone et la Loggia Gaetano Ruffo[38].
- La loge maçonnique de Siderno porte le nom de Loggia Michele Bello, un des Cinq Martyrs de Gerace[38].
- Une Loggia Stefano Romeo, nommé en honneur à Stefano Romeo, a existé en Calabre[39]. Elle est fondée en 1888 à Reggio de Calabre et en 1892, elle est fusionnée avec la Loggia Aspromonte (fondée en 1870 par Saverio Vollaro). Elle prend alors le nom de Loggia Stefano Romeo Aspromonte[40].

### Toponymie
Domenico Romeo

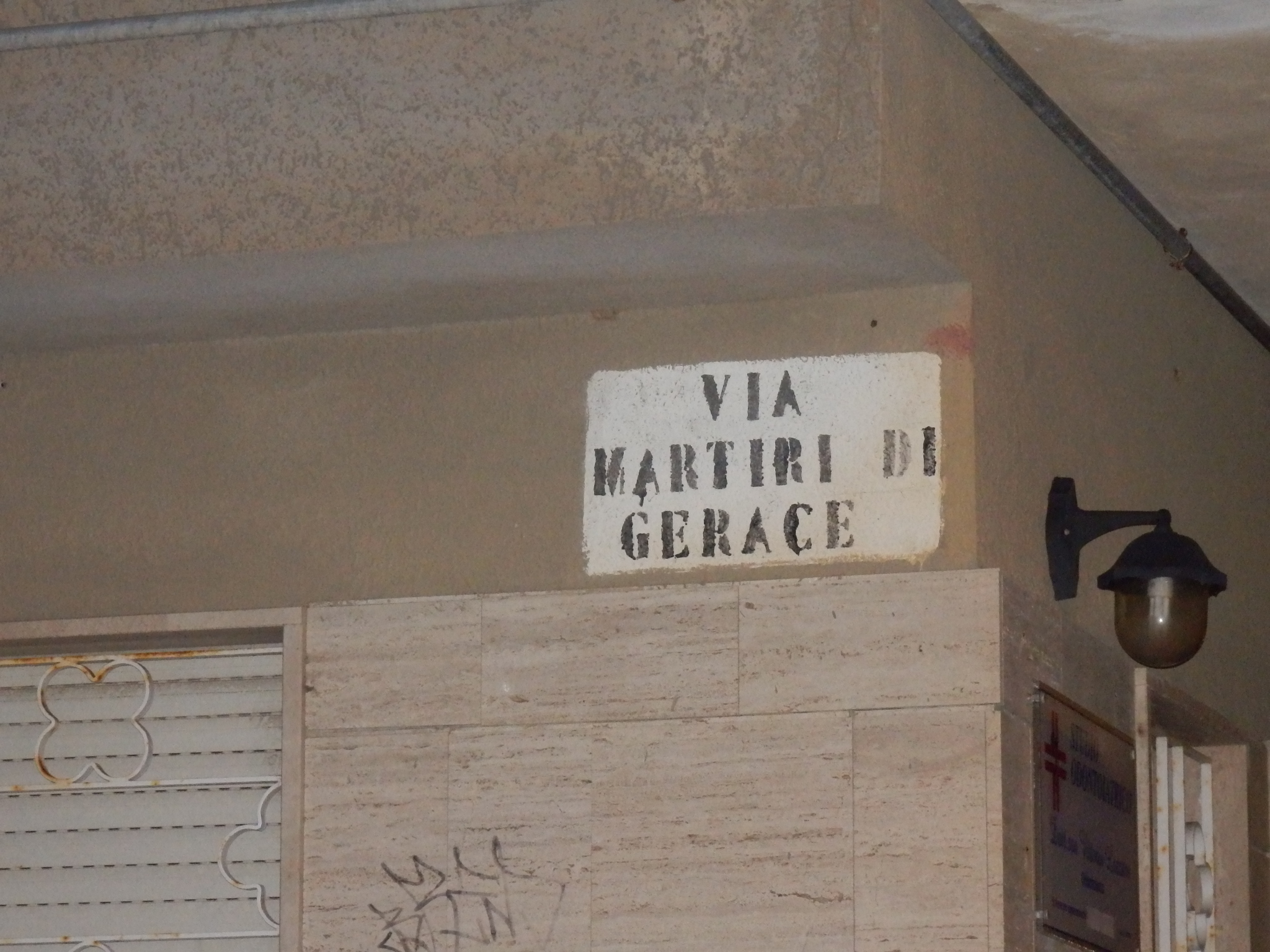
Via Martiri di Gerace à Soverato Marina, Soverato.

Il existe 3 rues nommées en honneur à Domenico Romeo :
- Via Domenico Romeo, à Catanzaro.
- Via Domenico Romeo, à Reggio de Calabre.
- Via Domenico Romeo, à Placanica.

Cinq Martyrs de Gerace
Il existe 4 rues nommées en honneur aux Cinq Martyrs de Gerace :
- Via Martiri di Gerace 1847, à Catanzaro, impasse débutant au Viale Papa Pio X et se trouvant à proximité du complexe hospitalier Pugliese Ciaccio.
- Via Martiri di Gerace, à Soverato Marina (fraction de Soverato).
- Via Martiri di Gerace, à Montepaone Lido (fraction de Montepaone).
- Via Martiri di Gerace, à Torre (fraction de San Ferdinando).